# 아마노 아키라

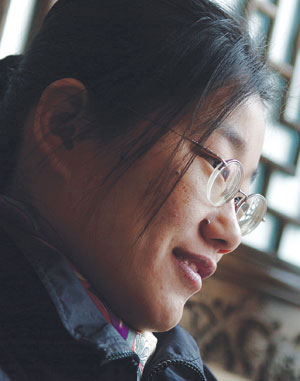

아마노 아키라(天野 明, 1973년 ~ )는 일본의 여성만화가이다.

## 생애 및 경력
1973년 일본 아이치현에서 태어났으며 1998년 '다섯살 무렵' 을 통해 데뷔하였다. 동년에 첫 연재작품인 '소년스핀' 을 연재했으나 도중에 중단하였다가 2002년에 '초원의 무톤' 등 단편 작품을 시작하고 2003년에 바크 하트!를 연재하였다. 2004년에는 일본 슈에이샤(集英社)의 만화잡지 주간 소년점프에 가정교사 히트맨 REBORN!을 연재하여 큰 호응을 얻었고 2006년에는 애니메이션으로도 제작되었다.

## 수상
- 제38회 치바 테츠야상(賞) 영(young)부문 우수신인상
- 주간 소년점프 최고만화상

## 주요작품
- 다섯살 무렵
- 소년 스핀(연재중단)
- 열풍 야구전설 핏짱
- 뿌치뿌치 라비
- Monkey Business
- 바크 하트!
- 가정교사 히트맨 REBORN!
- PSYCHO-PASS
- 엘드라이브
- 이세계 수어사이드 스쿼드 (캐릭터 원안)

## 참고 문헌
- yes24 '가정교사 히트맨 REBORN!' 저자소개 부분

## 같이 보기
- 가정교사 히트맨 REBORN!